# Ton Buunk
Ton Buunk   (Amsterdam, 18 de setembre de 1952) és un waterpolista neerlandès, ja retirat, que va competir durant les dècades de 1970 i 1980.
Durant la seva carrera esportiva va prendre part en quatre edicions dels Jocs Olímpics d'Estiu. Guanyà la medalla de bronze en la competició del waterpolo el 1976, mentre el 1972 fou setè i el 1980 i 1984 sisè. En aquests darrers Jocs fou l'abanderat en la cerimònia inaugural.